# Sassacus
Sassacus  (лат.) — род пауков-скакунов из подсемейства Dendryphantinae. Обитают в Новом Свете: от юго-запада Канады на севере до Аргентины на юге. Представители некоторых видов этого рода внешне напоминают жуков-листоедов (Chrysomelidae). Американские арахнологи Элизабет и Джордж Пекхэм, выделившие этот род, не привели в тексте публикации этимологии его названия. Предполагают, что оно было дано в честь Сассакуса, вождя индейцев-пекотов, жившего в XVI—XVII веках, или по названию одноимённого военного корабля США Sassacus (XIX век).

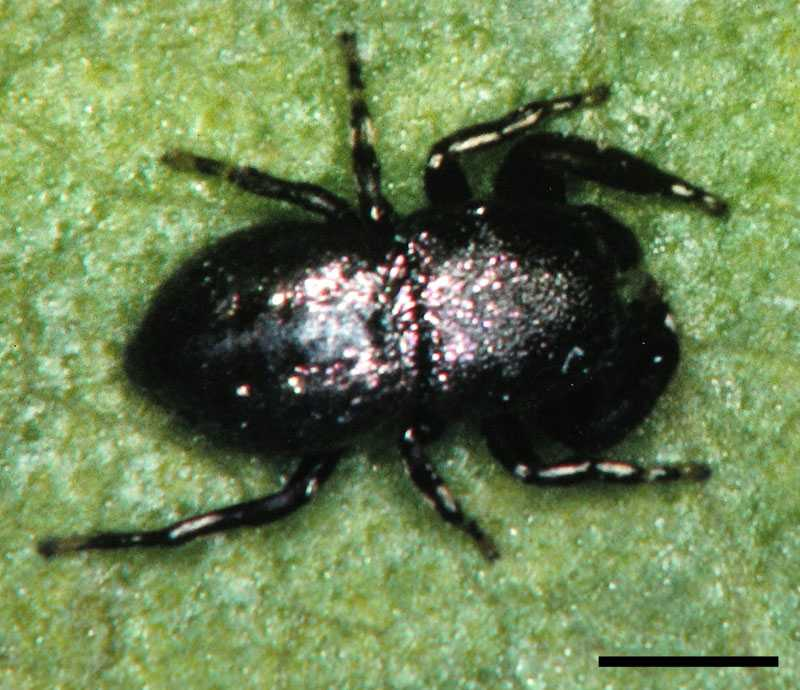
Паук-скакун Sassacus cyaneus напоминает жука-листоеда. Пример мимикрии.

## Виды
В роде насчитывают 21 вид:
- Sassacus alboguttatus (F. O. P-Cambridge, 1901) — Мексика
- Sassacus arcuatus Simon, 1901 — Бразилия
- Sassacus arcuatus Simon, 1901 — Бразилия
- Sassacus aurantiacus Simon, 1901 — Бразилия
- Sassacus aztecus Richman, 2008 — Мексика
- Sassacus barbipes (Peckham et Peckham, 1888) — от США до Коста-Рики
- Sassacus biaccentuatus Simon, 1901 — Парагвай
- Sassacus cyaneus (Hentz, 1846) — восток США[3]
- Sassacus dissimilis Mello-Leitão, 1941 — Аргентина
- Sassacus flavicinctus Crane, 1949 — Венесуэла
- Sassacus glyphochelis Bauab, 1979 — Бразилия
- Sassacus helenicus (Mello-Leitão, 1943) — Бразилия
- Sassacus leucomystax (Caporiacco, 1947) — Французская Гвиана
- Sassacus lirios Richman, 2008 — от Мексики до Коста-Рики
- Sassacus ocellatus Crane, 1949 — Венесуэла
- Sassacus paiutus (Gertsch, 1934) — США, Мексика[3]
- Sassacus papenhoei Peckham et Peckham, 1895 — от юго-запада Канады до Мексики[3]
- Sassacus resplendens Simon, 1901 — Венесуэла
- Sassacus samalayucae Richman, 2008 — Мексика
- Sassacus sexspinosus (Caporiacco, 1955) — Венесуэла
- Sassacus trochilus Simon, 1901 — Бразилия
- Sassacus vitis (Cockerell, 1894) — от юго-запада Канады до Панамы[3]